# Do the Best
| Do The Best               | Do The Best                | Do The Best                |
| Álbum de Do As Infinity   | Álbum de Do As Infinity    | Álbum de Do As Infinity    |
| ------------------------- | -------------------------- | -------------------------- |
| Lanzamiento               | 20 de marzo del 2002       | 20 de marzo del 2002       |
| Grabación                 |                            |                            |
| Género                    | J-Rock/J-Pop               | J-Rock/J-Pop               |
| Duración                  | 1:12:08                    | 1:12:08                    |
| Discográfica              | Avex Trax                  | Avex Trax                  |
| Productor(es)             | Max Matsuura, Ryuhei Chiba | Max Matsuura, Ryuhei Chiba |
| Calificación profesional  |                            |                            |
|                           |                            |                            |
| Cronología Do As Infinity |                            |                            |
| DEEP FOREST (2001)        | Do The Best (2002)         | TRUE SONG (2002)           |

Do The Best es la compilación de grandes éxitos de la banda japonesa Do As Infinity lanzada en marzo del año 2002. En el año 2004 Do The Best fue reeditado con un DVD de bonus. Es el álbum con mejores ventas de la banda que debutó en el año 1999.

## Información
Algunas canciones fueron re-arregladas cuando fueron elegidas para estar dentro de este álbum de compilación. Un ejemplo es "Oasis", que termina de manera distinta a la versión original, y "Boukensha Tachi" que también tiene distintos instrumentos. El álbum contiene la canción "nice & easy", que fue especialmente grabada para esta compilación. Y también "Hi no ataru sakamichi"; estas dos canciones no fueron incluidas en el siguiente álbum de la banda.

## Lista de canciones
1. SUMMER DAYS
2. Tooku Made (遠くまで tōku made?,  A lo lejos)
3. Hi no Ataru Sakamichi (陽のあたる坂道?   Colina soleada)
4. Desire
5. Heart
6. Enrai (遠雷?   Trueno distante)
7. Week!
8. new world
9. Yesterday & Today
10. Oasis
11. 135
12. Fukai Mori (深い森?   Bosque Profundo)
13. nice & easy
14. Boukensha Tachi (冒険者たち bōkenshatachi?,  Aventureros) (GREAT TOUR BAND Version)
15. Tangerine Dream (GREAT TOUR BAND Version)
16. Welcome! (GREAT TOUR BAND Version)
17. We are. (GREAT TOUR BAND Version)

- Datos: Q1323567